# Балкан тјуб фест
Балкан тјуб фест је фестивал посвећен обожаватељима Јутјуба и познатим корисницима са Балкана који објављују свој садржај на Јутјубу.

## О јутјуб сцени
Светска јутјуб заједница је у огромном порасту последњих неколико година, популарност познатих Балканских аутора се мери стотинама хиљада претплатника. Велику гледаност и популарност има балканска јутјуб заједница, видео садржаји аутора са ових простора достижу и до 200 милиона укупних прегледа.

## О Балкан тјуб фесту
Балкан тјуб фест представља директан сусрет аутора са Јутјуба и њихових обожаватеља, на овом фестивалу се одржава и својеврсна ревија популарних видео материјала из протекле године. Балкан тјуб фест је регионалног карактера, спаја људе са простора бивше Југославије. Јутјуб је једно од места на ком се приказује гледаоцима да националност и вера не треба да буде препрека да заједно раде оно шта воле.

## Први Балкан тјуб фест
Први Балкан тјуб фест је одржан 25.октобра 2015. године у Сава центру и бројао је преко 5.000 посетилаца. Видео материјал, фотографије и садржај аутора учесника овог фестивала су прикупили укупно око 3.000.000 прегледа. Први Балкан тјуб фест одржан је у трајању од једног дана, а већ следеће године је због великог интересовања како аутора, тако и посетилаца продужен на два дана.

## Балкан тјуб фест Сарајево
Прво посебно издање Балкан тјуб феста одржано је у Сарајеву 25. и 26. нобембра 2017. године. Ово је била идеална прилика да у два дана млади из Сарајева (а и целе Босне и Херцеговине), упознају своје јутјуб идоле, што доказује невероватна посећеност од 6.000 посетилаца.

## Балкан тјуб фест Бањалука
Како је најављено од стране организатора фестивала, друго посебно издање Балкан Тубе Феста одржано је 28. и 29. априла 2018. године у Дворани „Борик” у Бањалуци, са почетком од 12 сати.

## Учесници првог Балкан тјуб феста
- Марија Жежељ
- Јасерштајн
- Сербијан гејмс бил
- Звогањ
- Глиша
- Фул ТВ (сад Фул Буразери)
- Муђа
- Никса Зизу

## Учесници другог Балкан тјуб феста
- Марија Жежељ
- Јасерштајн
- Сербијан
- Звогањ
- Глиша
- Фул ТВ
- Муђа
- Мајве
- Џумбус
- Магични Видео
- Џиброс
- Император еФиКС
- Српски Трикови

## Учесници трећег Балкан тјуб феста
- Бркић Нађа
- Арија Кидс Ченл
- Марија Жежељ
- Јасерштајн
- Сербијан
- Звогањ
- Глиша
- Фул ТВ
- Муђа
- Мајве
- Џумбус
- Магични Видео
- Џиброс
- Император еФиКС
- Српски Трикови
- Ваними
- Неца
- Киро
- Анђела и Нађа
- Низокс
- Јана Дачовић
- Нахрани Мозак
- Српски Трикови
- Сиромашни Паор
- Неки Јутјубер
- Бака Прасе